# Haʻafuasia
Haʻafuasia – miejscowość w Wallis i Futunie (wspólnota zamorska Francji), położona na wyspie Uvea, w dystrykcie Hahake. Według spisu powszechnego z 2018 roku, liczyła 299 mieszkańców.